# Per Henning Sjöblom
Per Henning Sjöblom, född 7 juli 1875 i Söderby-Karls församling, Stockholms län, död 26 mars 1966 i Skarpnäcks församling, Stockholms stad, var en svensk lantbrukare och politiker.
Sjöblom var ledamot av andra kammaren 1911–1920 för Stockholms läns norra valkrets (med undantag för andra riksdagen 1914) samt 1922–1926 för Stockholms läns valkrets. Han tillhörde även första kammaren 1926–1929, invald i Stockholms läns och Uppsala läns valkrets.
Sjöblom var en av fyra grundare av Bifrostorden.